# Ambrolaoeri (stad)
Ambrolaoeri (Georgisch: ამბროლაური) is een stad in het noorden van Georgië met 1.961 inwoners (2024). Het is het bestuurlijk centrum van de gelijknamige gemeente en is de hoofdstad van de regio Ratsja-Letsjchoemi en Kvemo Svaneti. De stad ligt aan de rivier Rioni tussen subgebergtes van de Grote Kaukasus, op hemelsbreed 160 kilometer ten noordwesten van Tbilisi. Ambrolaoeri heeft een regionale luchthaven. 

## Geschiedenis
De vroege geschiedenis van de plek van Ambrolaoeri is niet bekend, maar de naam werd voor het eerst beschreven in de 17e eeuw door een Russische diplomaat, Alexey Yevlev, die het Koninkrijk Imeretië bezocht. Hij schreef toen over een koninklijk kasteel in Ambrolaoeri bij de samenvloeiing van de Rioni en Krichoela rivieren. Van dit kasteel zijn alleen kleine restanten over. De naam van de stad is mogelijk afgeleid van de achternaam Amarolisdze, terwijl de nederzetting eerder mogelijk Metechara hette, een toponiem dat is vastgelegd in het 11e-eeuwse handvest van de Nikortsminda-kathedraal. De plek lag in die periode in het hertogdom Ratsja, onderdeel van het Koninkrijk Georgië. 

### Onder Russisch gezag
Na het uiteenvallen van het Georgische koninkrijk in de 15e eeuw kwam Ambrolaoeri en het hertogdom in het Koninkrijk Imeretië te liggen. In 1810 volgde de annexatie door het Russische Rijk, en werd Ambrolaoeri ingedeeld bij het Oejezd Ratsja, waarvan Oni de hoofdstad was, binnen het Gouvernement Koetais. In 1888 werd Ratsja vervolgens onderverdeeld in de districten (rajons) Ambrolaoeri en Oni. Sindsdien is Ambrolaoeri de zetel gebleven van de opeenvolgende bestuurseenheden.
In 1934 werd Ambrolaoeri hernoemd tot Jenoekidze, naar de Georgische Sovjetstaatsman Avel Jenoekidze (Georgisch: აბელ ენუქიძე, Abel Enoekidze); Russisch: А́вель Енуки́дзе, Ável Jenoekídze). Jenoekidze was de derde hooggeplaatste Georgiër in het Sovjet-leiderschap in deze periode, naast Stalin en Ordzjonikidze. Tijdens de Grote Zuivering in 1937 werd hij gearresteerd en geëxecuteerd, waarna Ambrolaoeri de oorspronkelijke naam terugkreeg. In 1966 verwierf Ambrolaoeri de status van stad.

### In onafhankelijk Georgië
Het Ratsjagebergte is een aardbevingsgevoelig gebied. Op 29 april 1991 werd de stad beschadigd door de zwaarste aardbeving in dit deel van de Kaukasus ooit gemeten, met een kracht van 7,0 op de schaal van Richter. In 1995 werd de stad de zetel van Ratsja-Letsjchoemi en Kvemo Svaneti. Tussen 2014 en 2017 was de stad een zelfstandige stadsgemeente naast de rest van de gemeente Ambrolaoeri. In 2017 werd deze stap teruggedraaid omdat het te kostbaar en inefficiënt bleek.
Ambrolaoeri is het centrum van de regionale wijnproductie. Eén van de bekendste en exclusieve Georgische wijnappelaties komt uit het gebied en is naar het nabijgelegen dorp Chvantsjkara vernoemd. In de stad zijn een aantal wijnmakerijen gevestigd.

## Geografie

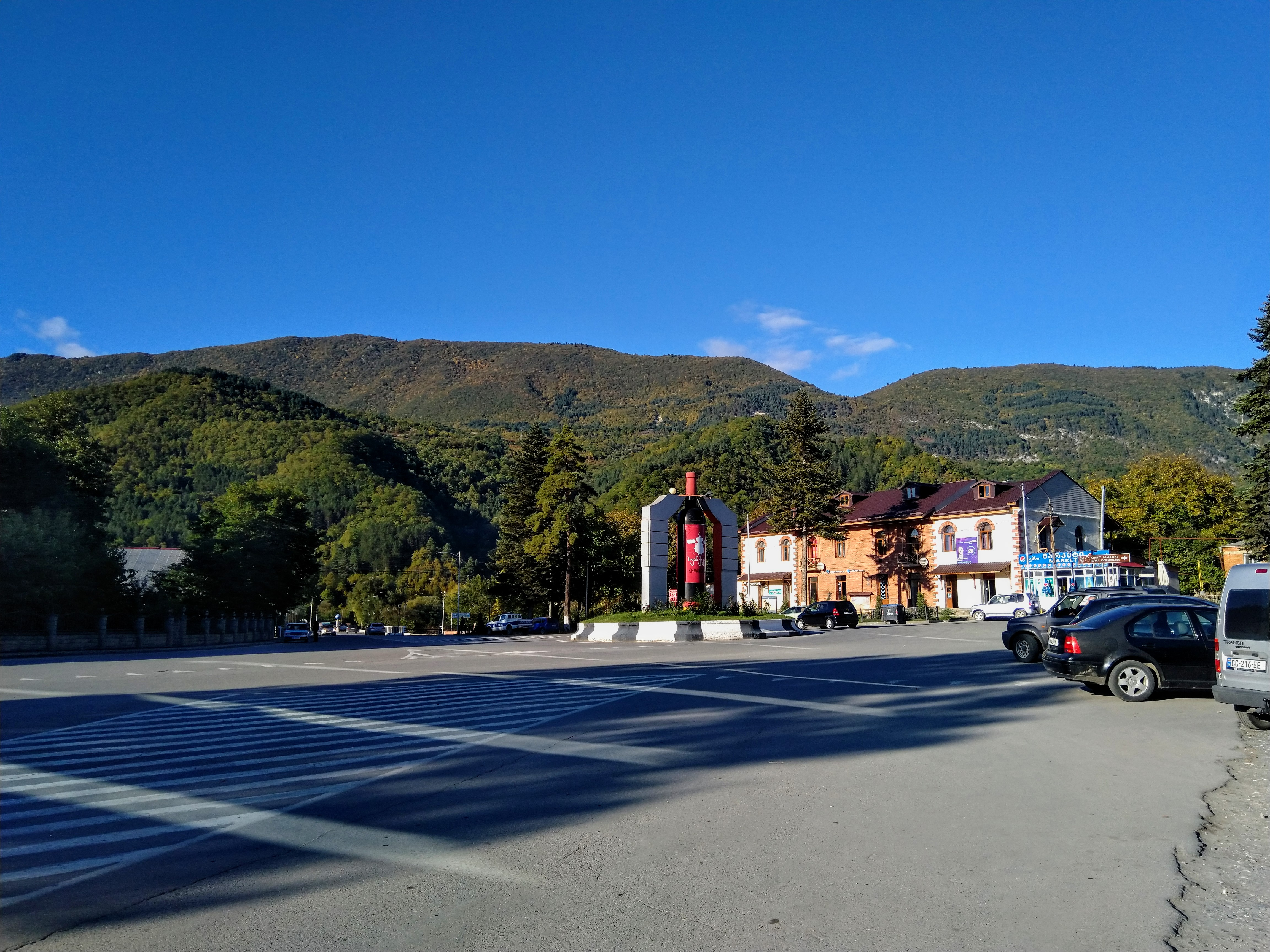
Fles Chvantsjkara op centrale kruising

Ambrolaoeri ligt aan de Rioni en de Krichoela die hier in de Rioni uitkomt. De stad wordt omgeven door bergen en ligt op ongeveer 550 meter boven zeeniveau. De Krichoela ontspringt in het Ratsjagebergte dat ten zuiden van Ambrolaoeri ligt, terwijl aan de noordzijde het Letsjchoemigebergte ligt. De bergen in de directe omgeving van Ambrolaoeri reiken tot ongeveer 1.500 meter boven zeeniveau.
Een paar kilometer stroomopwaarts in de richting van Oni versmalt het dal van de Rioni naar een kloof, stroomafwaarts wordt het juist breder. Door het beschermde klimaat wordt de vallei gebruikt voor de wijnbouw: de rode wijn Chvantsjkara, populair in de voormalige Sovjet-Unie, wordt in dit gebied geproduceerd. Dit komt ook tot uiting in het ontwerp van het stadswapen. De naamgever van de wijn dat een mengsel is van de Alexandrooeli en Moedzhoeretoeli druiven, is het dorp Chvantsjkara dat ruim twaalf kilometer ten westen (stroomafwaarts) van Ambrolaoeri ligt. 

## Demografie
Begin 2024 had Ambrolaoeri 1.961 inwoners, een betrekkelijk geringe daling sinds de volkstelling van 2014. De bevolking van Ambrolaoeri is mono-etnisch Georgisch en is Georgisch-Orthodox.
| Aantal                                                           | 307 | 1.104 | 3.043 | 2.317 | 2.639 | 2.933 | 2.541 | 2.047 | 2.013 | 1.961 |
| Verantwoording data: Bevolkingsstatistiek Georgië 1897 tot heden |     |       |       |       |       |       |       |       |       |       |

## Bezienswaardigheden

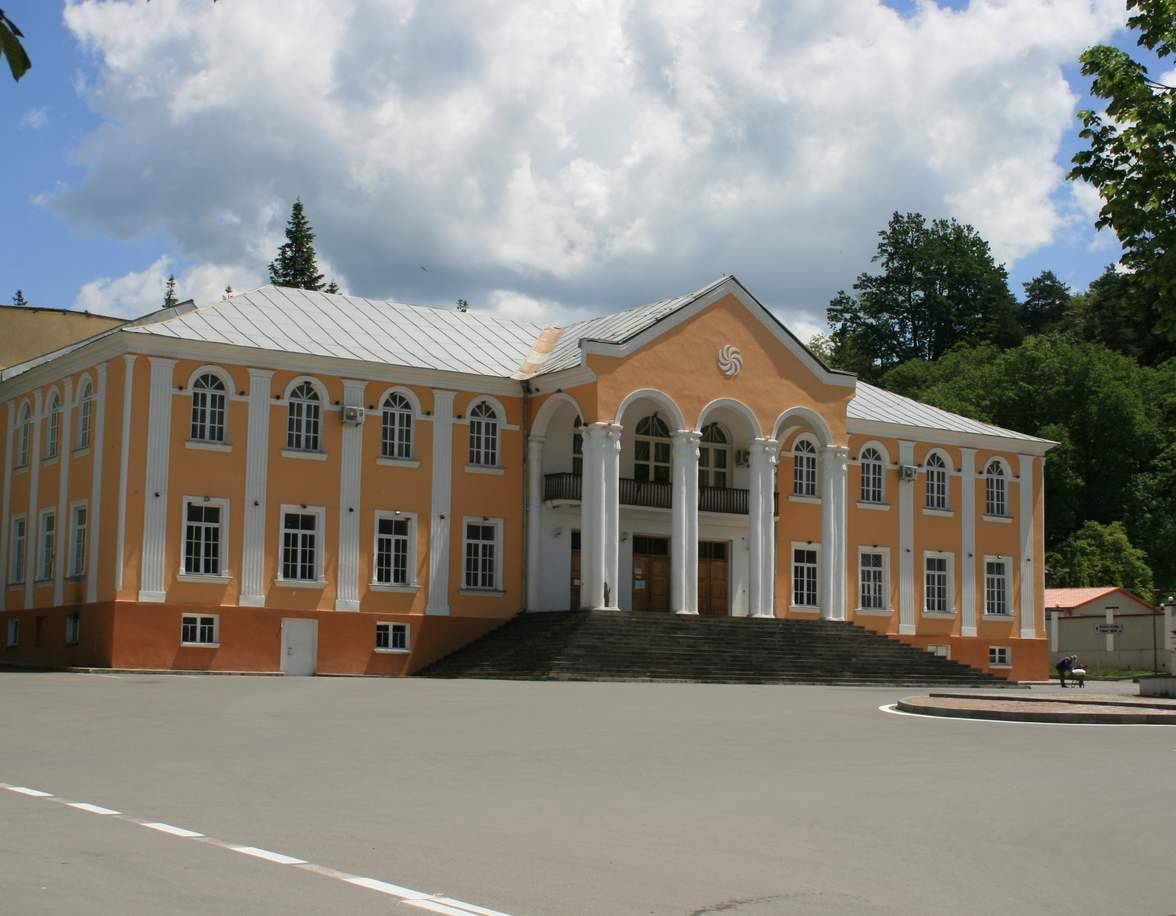
Museum voor Schone Kunsten

Ambrolaoeri heeft zelf weinig historische of culturele bezienswaardigheden. Deze bevinden zich voornamelijk erbuiten. 
- Verschillende wijnmakerijen, waaronder de Royal Khvanchkara Winery in het centrum van de stad.
- Museum voor Schone Kunsten, opgericht in 1965. Herbergt een verzameling schilderijen en tekeningen van bekende Georgische kunstenaars uit de 20e eeuw, waaronder Elene Achvlediani, Lado Goediasjvili, David Kakabadze en anderen.[17]
- Barakoni-kerk bij het dorpje Tsesi (7 km). Dit is een 18e-eeuws kerkje aan de Rioni dat geldt als een van de laatste kerken gebouwd naar Georgisch middeleeuws ontwerp.
- Fort Mindatsiche bij Tsesi, hoofdverblijf van de Eristavi van Ratsja, gelegen op een rots boven de Rioni.
- Fort Chidikri bij Chimsji aan de Rioni (4 km)
- Nikortsminda-kathedraal uit de 11e eeuw (14 km). Deze kerk geldt als een van de hoogtepunten uit deze periode.
- Fort Chotevi, een 17e-eeuws fort langs de weg Ambrolaoeri - Nikortsminda. (8 km)

## Vervoer

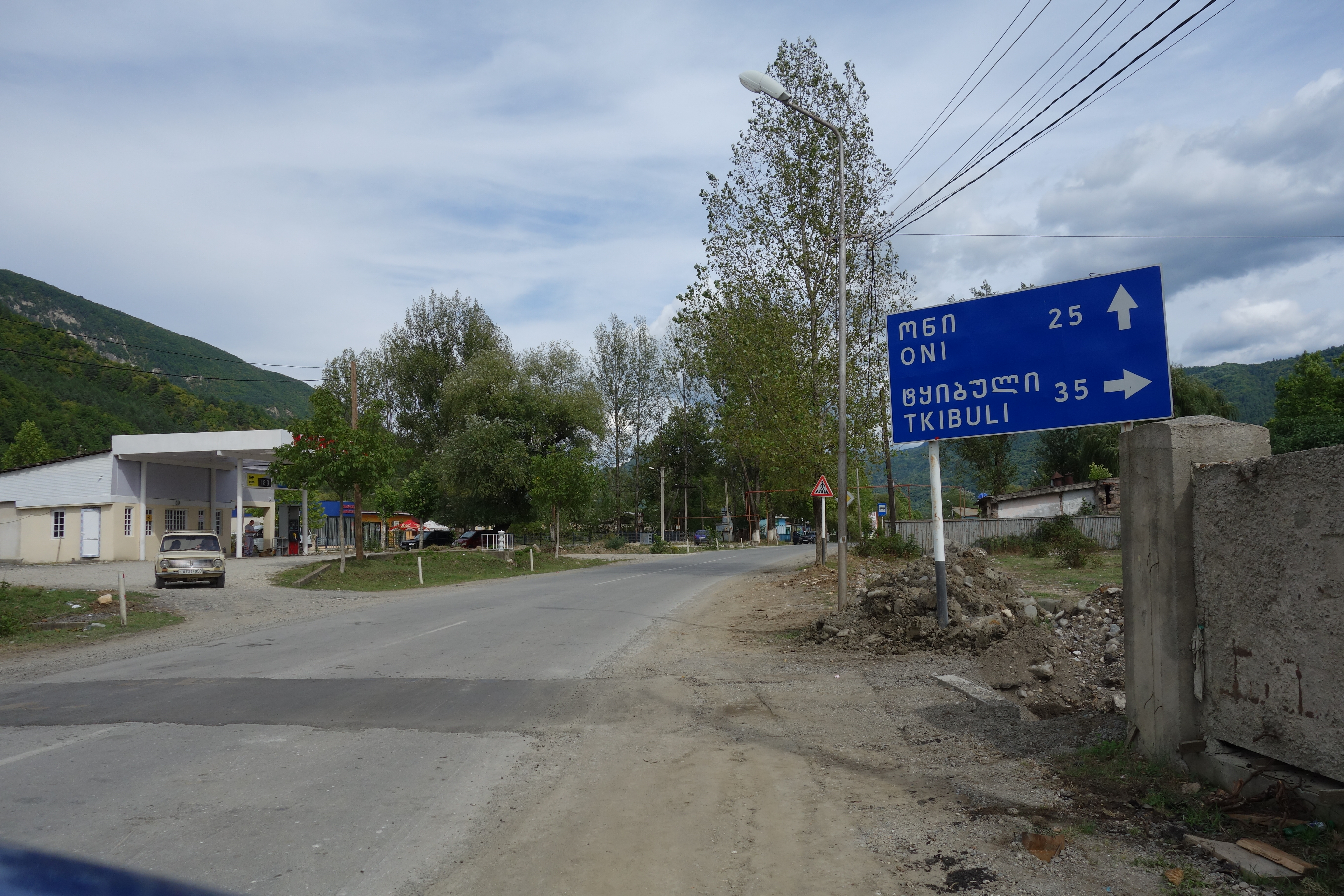
Twee regionale hoofdwegen komen samen in Ambrolaoeri.

Ambrolaoeri is goed verbonden met andere kernplaatsen in de regio Ratsja-Letsjchoemi en Kvemo Svaneti en met de rest van Georgië. De nationale route Sh16, ook bekend als 'Osseetse Militaire Weg', verbindt de stad met Koetaisi en Oni. Dit weg is een historische karavaanroute die in de 19e eeuw werd uitgebouwd als alternatieve route vanuit Rusland door de Grote Kaukasus. Daarnaast verbindt de nationale route Sh17 Ambrolaoeri met mijnstad Tkiboeli en de centrale snelweg door Georgië. Verder heeft Ambrolaoeri een binnenlands vliegveld, waar vandaan naar Tbilisi (Natachtari) gevlogen kan worden. 

## Stedenbanden
Ambrolaoeri heeft stedenbanden met:
- Lazdijai, Litouwen (sinds 2014)
- Magreglio, Italië (sinds 2011)
- Rača, Slowakije (sinds 1968)
- Vilnius, Litouwen (sinds 2014)